# Jul i Kommunen
Jul i Kommunen er DR's tv-julekalender i 24 afsnit, der blev vist på DR2 i december 2012. Jul i Kommunen fortsættes i satireserien "Valg i kommunen" fra 2013.

## Medvirkende
- Lars Ranthe som Borgmester Per Tommy Larsen
- Troels Malling som Gert Tapperup
- Mathilde Norholt som Klara Kastrup
- Brian Lykke som Jan "Falken" Falk
- Petrine Agger som Grethe Jensen
- Claudius Pratt som Rengøringsassistent
- Ole Kese som Statsrevisor
- Poul-Erik Sklander som Kommunalansat
- Shiv Kishore som Kommunalansat
- Hanne Løvendahl som Kommunalansat
- Jørgen Sandgaard som Kommunalansat
- Mira Brandes som Kommunalansat
- Henrik Østergaard som Kommunalansat
- Annie Reinholdt som Kommunalansat
- Susanne Hacke som 	Kommunalansat
- Palle Nielsen II som Kommunalansat
- Michael Larsen II som Skolelærer
- Ole Dupont som Forvaltningschef